# Bageng
Bageng is een bestuurslaag in het regentschap Pati van de provincie Midden-Java, Indonesië. Bageng telt 3588 inwoners (volkstelling 2010).